# Lampides evanescens
Lampides evanescens är en fjärilsart som beskrevs av Butler 1875. Lampides evanescens ingår i släktet Lampides och familjen juvelvingar. Inga underarter finns listade i Catalogue of Life.